# Arnebia purpurea
Arnebia purpurea är en strävbladig växtart som beskrevs av S. Erik och H. Sümbül. Arnebia purpurea ingår i släktet Arnebia och familjen strävbladiga växter. Inga underarter finns listade i Catalogue of Life.